# ブロンスキ・ビート
ブロンスキ・ビート（Bronski Beat）は、主に1980年代中盤に活躍したイギリスのシンセポップ、ニュー・ウェイヴ・トリオ。デビュー・アルバム『エイジ・オブ・コンセント』と、このアルバムからシングルカットされ彼らにとって唯一のBillboard Hot 100入りを果たした「スモールタウン・ボーイ」などで知られる。またメンバー全員がゲイをカミングアウトし、楽曲のテーマや歌詞にゲイにまつわるメッセージが色濃く反映された点でも話題となった。

## 来歴

### 1983年-1985年: 全盛期
1983年、ブロンスキ・ビート結成時のメンバーは、グラスゴー出身のジミー・ソマーヴィル（ボーカル）と、スティーヴ・ブロンスキ（キーボード、パーカッション）、そしてサウスエンド＝オン＝シー出身のラリー・スタインバチェク（キーボード、パーカッション）で、彼らはロンドンのブリクストンにあるマンションで共同生活を送っていた。ドキュメンタリー映画『実録：性的マイノリティであるティーンエイジャーたちの逆襲』制作中に、ソマーヴィルの悲鳴の如き歌声を聞いたブロンスキとスタインバチェクは一緒に音楽を作ろうと誘った。彼らはおとなしくてお行儀の良い当時のゲイ・パフォーマーたちに不満を抱いており、もっとストレートで政治的な活動をしたいと考えていた。バンド・デビューの舞台となったのは、1983年ロンドンで初めて開催されたレズビアン&ゲイの芸術祭「セプテンバー・イン・ピンク」だった。
ブロンスキ・ビートは計9回のライブを経て1984年にロンドン・レコードとレコーディング契約を結んだ。デビュー・シングルの「スモールタウン・ボーイ」は、ゲイのティーンエイジャーが親元を離れ故郷を去る悲哀を描いており、全英シングルチャートで3位、全米シングルチャートで48位となり、オランダやベルギーでもチャート入りを果たした。バーナード・ローズが監督したミュージック・ビデオはドラマ仕立てとなっておりバンドメンバー全員が参加した。ソマーヴィル扮するゲイの少年が見つめる先は、思いを寄せる男子が泳ぐプールだった。ゲイの友人（ブロンスキとスタインバチェク）にも後押しされ、勇気を持って男子に話し掛けたソマーヴィルだったが、忌み嫌われた挙句男子とその友人たちにリンチされてしまう。結局、警察沙汰になり、親とも心底理解し合うことは叶わず、列車に乗って街を去る姿が描かれていた。
Hi-NRGテイストを纏った第2弾シングル「ホワイ?」は、一層明確にゲイに対する偏見に焦点を当てた作品となっており、イギリス、オランダ、スイス、ドイツ、フランス、オーストラリアでトップ10入りした。
1984年10月、ファースト・アルバム『エイジ・オブ・コンセント』がリリースされた。この「性的同意年齢（Age of consent）」と題するアルバムのレコードジャケット内側には、ヨーロッパ各国のゲイ同士における性的同意年齢が列挙されていた。イギリスの場合は異性間の性行為同意年齢16歳に対し、男性同士の同意年齢は21歳と厳しく、ヨーロッパにはイギリスより同性愛者に寛大な国が多く存在した。当時の苦労についてブロンスキは、「ロンドンは地方に比べればゲイにとっては住みやすい環境だったね。僕らはデビュー当初からカミングアウトしていたから、ファンに嫌われたり売り上げが落ちる心配をすることもなかったよ」と回想している。アルバムは全英アルバムチャートで4位と大ヒットしたほか、アメリカで36位、オーストラリアで12位を記録した。
同じ頃、バンドはロンドンのエレクトリック・ボールルームで開催されたレズビアンズ・アンド・ゲイズ・サポート・ザ・マイナーズ（LGSM）の資金調達を目的としたライブ・イベント「鉱山と性的マイノリティ」でオープニング・アクトを務めた。このイベントの様子は映画『パレードへようこそ』でも紹介され、同作のサウンドトラックに「ホワイ?」が収録された。1984年のクリスマス前にリリースされたサード・シングルは、『ポーギーとベス』からのジョージ・ガーシュウィンとアイラ・ガーシュウィンによる「そんなことはどうでもいいさ」をカバーした「エイント・ネセサリリー・ソー」で、全英トップ20に入るヒットとなった。
1985年、バンドはマーク・アーモンドと組んでドナ・サマーの「アイ・フィール・ラヴ」のカバー・バージョンを録音した。フル・バージョンは同じくサマーの「ラヴ・トゥ・ラヴ・ユー・ベイビー」と、ジョン・レイトンの「霧の中のジョニー」の一部を交えたメドレー仕様となっていた。このコラボレーションは成功し、全英3位に入るなど「スモールタウン・ボーイ」に次ぐヒットとなった。なおマーク・アーモンドは「アイ・フィール・ラヴ」が大のお気に入りだったにもかかわらず、元の歌詞を見ていなかったため「Falling free, falling free, falling free」と歌うべき部分を、誤って「Whatll it be, whatll it be, whatll it be」と歌っている。
この時期バンド内では個人的な確執あるいは音楽性の相違から緊張が高まり、遂に1985年の夏、ソマーヴィルの脱退に至ってしまった。ソマーヴィルはリチャード・コールズとコミュナーズを結成し、ブロンスキ・ビートは代わりのボーカルを探すこととなった。ソマーヴィル脱退前に完成していたシングル「Run From Love」は、既にポリグラムによりプロモーションが開始されていたが、この事態を受けてリリース中止となった。「Run From Love」はその後、リミックス曲やB面を集めたコンピレーション・アルバム『陶酔の飾り砂糖』に、「アイ・フィール・ラヴ」と共に収録され日の目を見た。

### 1985年-1995年: ジミー・ソマーヴィル脱退後
1985年11月、新ボーカリストにジョン・フォスターを迎えたブロンスキ・ビートは、シングル「パーフェクト・ビート」をリリース、全英3位を筆頭にヨーロッパでヒットを飛ばし、やがてオーストラリアにも波及した。この曲はまた同年の映画『ブレジネフへの手紙』で使用され、サウンドトラック・アルバムに収録された。
続くシングル「カモン、カモン」は全英チャート20位、1986年5月リリースのアルバム『トゥルースデア、ダブルデア』は全英チャート18位を記録した。ニューヨークに住むゲイの生活を描いた映画『別れの一瞥』のサウンドトラックに、ブロンスキ・ビートのファースト・アルバムから「ホワイ?」、「ラヴ&マネー」、「スモールタウン・ボーイ」が採用された。更にバンドはプロデューサーのマーク・カニンガムと組んでスージー・クアトロやキンクスらと共に、BBCチルドレン・イン・ニードというチャリティーのためのシングル作成に参加、デヴィッド・ボウイの「ヒーローズ」をカバーした。このシングルはB面にカニンガムらの手によるオリジナル曲「A Long Way To Go」を収録した7インチ盤が、The County Line名義でリリースされた。
1987年、フォスターがバンドを去った。ブロンスキとスタインバチェクは2人だけで次のアルバム『Out & About』の制作を開始した。レコーディングはブライアン・パグスレーをエンジニアに迎え、ロンドンのベリー・ストリート・スタジオで行われた。ストロベリー・スウィッチブレイドのローズ・マクドールをボーカルに迎えた「Peace and Love」をはじめ、「The Final Spin」、「European Boy」などの曲が生まれ、新曲を携えたツアーも好評を得た。しかしバンドがロンドン・レコードから離脱したため、アルバムは完成することなくプロジェクト中止となった。これらお蔵入りした曲のうち、「European Boy」は1987年ブロンスキ・ビート・プロデュースのもと、イギリスのディスコ・グループ、スプラッシュが7インチ及び12インチのシングルでリリースした。「Peace and Love」は2006年頃から複数のインターネットサイトに投稿されたほか、現在ではブロンスキのSoundCloudアカウントで聴くことができる。同じく1987年、ブロンスキとスタインバチェクはニュー・オーダーと共に国際エイズデーのためのライブを開催。ロンドン、ブリクストン・アカデミーの会場で、このイベント限定の復帰を果たしたソマーヴィルとトリオでのライブ・パフォーマンスを披露した。
1989年、ジョナサン・ヘリヤーをボーカリストに迎えたバンドは、バッキング・ボーカルにアニー・コンウェイを加えアメリカとヨーロッパを精力的にツアーした。全英32位のヒットとなった「Cha Cha Heels」では、俳優兼シンガーのアーサー・キットとのコラボが実現した。この曲は元々同じく俳優兼シンガーのディヴァインのために書かれたものだったが、1988年の急死によりレコーディングは実現しなかった。1990年から1991年に掛けて、マイク・ソーンのプロデュースによりゾンバ・レコード・レーベルから「I'm Gonna Run Away」「One More Chance」「What More Can I Say」という3枚のシングルがリリースされた。
1993年フォスターがバンドに復帰し、テクノチューンの「Tell Me Why '94」と、対照的なアコースティック・バージョンの「Smalltown Boy '94」が、ドイツのZYXミュージックレーベルからリリースされた。翌年リリースされたアルバム『Rainbow Nation』にフォスターは参加せずヘリヤーが復帰した。このアルバムにはまたキーボード及びプログラミング担当としてイアン・ドナルドソンが参加した。
しばらくツアーを続けた後の1995年、ブロンスキ・ビートは解散し各々の道に進んだ。スティーヴ・ブロンスキはプロデューサー稼業に勤しみ、イアン・ドナルドソンはSordid Soundz名義でDJとして成功を収めた。ラリー・スタインバチェクは、マイケル・ラウブの劇団「リモート・コントロール・プロダクションズ」の音楽監督に就任した。
ゲイの高校生の成長を描いた1998年の映画『エッジ・オブ・セブンティーン』で、「スモールタウン・ボーイ」と「ホワイ?」が使用された。1984年が舞台のこの映画では曲がサウンドトラックとして使用されただけでなく、ゲイに目覚めつつあった主人公が人目を忍んで『エイジ・オブ・コンセント』を購入したり、自室でこっそり「ホワイ?」を聴いているところに母親が突然現れ、慌てて見入っていた歌詞カードを隠すシーンなど、映像としてもブロンスキ・ビートの作品が登場した。

### 2007年以降: スティーヴ・ブロンスキのソロと新生ブロンスキ・ビート
2007年、ブロンスキはイギリスのオルタナティヴ・ロック・バンド、オール・リヴィング・フィアーの「Stranger to None」のリミックスを4バージョン制作し、うち1曲は彼らの回顧的なアルバム『Fifteen Years After』に収録された。また同年北アイルランドのエレクトロニック・バンド、エレクトロブロンズの「Flowers in the Morning」をリミックスし、曲のスタイルをクラシックからHi-NRGに変身させた。
2015年、ブロンスキは1989年に作った曲のカバー制作のため、ジェシカ・ジェームズ（別名バーバラ・ブッシュ）とチームを組んだ。彼女のルックスとアーサー・キットのようなサウンドは、ディヴァインを思い起こさせたとブロンスキは語った。
2016年、ブロンスキはリリースされなかった1987年の幻のアルバム『Out & About』全11曲を、自身のオフィシャルウェブサイトなどでダウンロード販売した。
2017年1月12日、スタインバチェクの姉、ルイーズ・ジョーンズは、弟のラリーが家族に看取られながら前月亡くなったことをBBCに明かした。56歳であった。ソマーヴィルは「僕らは若く勇気があり、確固たる決意を持っていた、二度と巡り合えない一瞬、あの時をありがとうラリー」とメッセージを寄せた。
2017年7月、ブロンスキとドナルドソンはボーカルにスティーヴン・グランヴィルを迎え、新生ブロンスキ・ビートとして『エイジ・オブ・コンセント』の再録アルバム『The Age of Reason』をリリースした。
2021年12月、ブロンスキが61歳で亡くなったことが明かされた。バンド創設メンバーで唯一の生存者となってしまったソマーヴィルはブロンスキの死を悲しむと共に、「スティーヴは才能あふれるメロディーメイカーだった。彼と作った曲が僕らの人生を変え、そして多くの人の人生に影響を与えたあの日々、とても楽しく刺激的だった。ありがとうスティーヴ」とメッセージを寄せた。

## メンバー
- スティーヴ・ブロンスキ (Steve Bronski) - キーボード、シンセサイザー・プログラミング、パーカッション、アコースティック・ギター、ボーカル (1983年–1995年、2016年–2018年) ※2021年死去
- ジミー・ソマーヴィル（英語版） (Jimmy Somerville) - ボーカル、タンバリン (1983年–1985年、1987年)
- ラリー・スタインバチェク (Larry Steinbachek) - キーボード、シンセサイザー、パーカッション (1983年–1995年) ※2016年死去
- ジョン・フォスター (John Foster) - ボーカル (1985年–1987年、1994年–1995年)
- ジョナサン・ヘリヤー (Jonathan Hellyer) - ボーカル (1989年–1994年、1995年)
- スティーヴン・グランヴィル (Stephen Granville) - ボーカル (2016年–2018年)
- リチャード・コールズ（英語版） (Richard Coles) - サクソフォーン、クラリネット (1983年–1984年、1985年)
- イアン・ドナルドソン (Ian Donaldson) - キーボード、シンセサイザー、プログラミング (1994年–1995年、2016年–2018年)

## ディスコグラフィ

### スタジオ・アルバム
- 『エイジ・オブ・コンセント』 - The Age of Consent (1984年) ※全英4位
- 『トゥルースデア、ダブルデア』 - Truthdare Doubledare (1986年) ※全英18位
- Rainbow Nation (1995年)
- The Age of Reason (2017年)

### リミックス・アルバム
- 『陶酔の飾り砂糖』 - Hundreds & Thousands (1985年)
- 『エイジ・オブ・リミックス』 - The Age of Remix (2018年)

### 主なシングル
- 「スモールタウン・ボーイ」 - "Smalltown Boy" (1984年) ※全英3位、全米48位
- 「ホワイ?」 - "Why?" (1984年) ※全英6位
- 「アイ・フィール・ラヴ」 - "I Feel Love" (1985年) ※with マーク・アーモンド、全英3位
- 「パーフェクト・ビート」 - "Hit That Perfect Beat" (1985年) ※全英3位

## 受賞歴
| 年   | 賞                                               | 作品                                                      | カテゴリー                   | 結果       |
| ---- | ------------------------------------------------ | --------------------------------------------------------- | ---------------------------- | ---------- |
| 1984 | NMEアワーズ                                      | （バンドとして）                                          | 最優秀新人                   | 受賞       |
| 1984 | スマッシュ・ヒッツ・ポール・ウィナーズ・パーティ | （バンドとして）                                          | 最優秀新人                   | ノミネート |
| 1984 | スマッシュ・ヒッツ・ポール・ウィナーズ・パーティ | （バンドとして）                                          | 最優秀グループ               | ノミネート |
| 1984 | スマッシュ・ヒッツ・ポール・ウィナーズ・パーティ | エイジ・オブ・コンセント                                  | 最優秀LP                     | ノミネート |
| 1984 | スマッシュ・ヒッツ・ポール・ウィナーズ・パーティ | ホワイ？                                                  | 最優秀シングル               | ノミネート |
| 1984 | スマッシュ・ヒッツ・ポール・ウィナーズ・パーティ | スモールタウン・ボーイ                                    | 最優秀シングル               | ノミネート |
| 1985 | ブリット・アワード                               | スモールタウン・ボーイ                                    | 最優秀ブリティッシュシングル | ノミネート |
| 1985 | ブリット・アワード                               | （バンドとして）                                          | 最優秀ブリティッシュグループ | ノミネート |
| 1986 | アイヴァー・ノヴェロ賞                           | パーフェクト・ビート                                      | 最優秀テーマ曲または主題歌   | ノミネート |
| 2017 | ゲイ・ミュージック・チャート・アワーズ           | スモールタウン・ボーイ (アルノー・レボティーニリミックス) | 最優秀サウンドトラック       | ノミネート |